# Третя Падь
Третя Падь (рос. Третья Падь) — село у Корскаковському міському окрузі Сахалінської області Російської Федерації.
Населення становить 836 осіб (2013).

## Історія
З 1905 по 3 вересня 1945 року у складі губернаторства Карафуто Японії, відтак у складі Корсаковського міського округу Сахалінської області.

## Населення
| 1925 | 1935  | 2002 | 2010 |
| ---- | ----- | ---- | ---- |
| 1414 | ↗1597 | ↘538 | ↗836 |